# Милето (Ђенова)
Милето је насеље у Италији у округу Ђенова, региону Лигурија.
Према процени из 2011. у насељу је живело 29 становника. Насеље се налази на надморској висини од 815 м.